# Flavio Amanzio
Flavio Amanzio (latino: Flavius Amantius; fl. 345) è stato un politico romano dell'Impero, console prior nel 345 assieme a Marco Nummio Albino.
Potrebbe essere identificabile con Crepereio Amanzio (Crepereius Amantius), vir clarissimus.